# 러시아 재정부
러시아 연방 재정부(러시아어: Министерство финансов Российской Федерации)는 러시아 연방에 있는 재정 업무를 담당하는 정부 기관의 하나이다.